# 刘夫生
刘夫生（1931年10月—2021年2月19日），山西定襄人。1947年加入中国共产党。1972年起历任中共湘潭地委副书记、长沙市委第一书记、湖南省副省长、湖南省人大常委会主任、湖南省政协主席。

## 生平
2021年2月19日17时43分，刘夫生在湖南省长沙市逝世，享年90岁。